# Бурий баблер
Бурий ба́блер (Sterrhoptilus) — рід горобцеподібних птахів родини окулярникових (Zosteropidae). Представники цього роду є ендеміками Філіппін. Їх раніше відносили до родини тимелієвих (Timaliidae), однак за результатами низки молекулярно-генетичних досліджень вони були переведені до родини окулярникових.

## Види
Виділяють п'ять видів:
- Баблер рудогорлий (Sterrhoptilus capitalis)
- Баблер лусонський (Sterrhoptilus dennistouni)
- Sterrhoptilus affinis
- Баблер чорноголовий (Sterrhoptilus nigrocapitatus)

## Етимологія
Наукова назва роду Sterrhoptilus походить від сполучення слів дав.-гр. στερρος — жорсткий і πτιλον — перо.